# Переполох (фильм, 1954)
«Переполох» — советский короткометражный фильм 1954 года режиссёров Василия Ордынского и Якова Сегеля, снятый по одноимённому рассказу Антона Чехова. Картина была выпущена в дни чеховского юбилея в апреле 1955 года.

## Сюжет
В дворянской семье возникает недопонимание из-за пропажи дорогой броши у барыни. Подозрения падают на прислугу дома, и барыня начинает обыскивать всех подозреваемых: горничную, швейцара и гувернантку Машу. Оскорблённая Маша решает уйти из дома, несмотря на попытки барина удержать её. В конце концов барин признаётся Маше, что он украл брошь, так как у него не хватает денег на свои расходы. Это признание открывает Маше глаза на истинное лицо своей «благовоспитанной» семьи, и она решает уйти.

## Роли исполняют
- Нина Меньшикова — Маша
- Алевтина Румянцева — Лиза, горничная
- Ольга Якунина — Федосья Васильевна
- Евгений Тетерин — Николай Сергеевич
- Василий Бокарев — доктор

## Съёмочная группа
- Авторы сценария, режиссёры-постановщики: Василий Ордынский, Яков Сегель
- Оператор: Вячеслав Шумский
- Художник: Сергей Петерсон
- Композитор: Александр Локшин
- Звукооператор: Владимир Дмитриев
- Режиссёр: Генрих Оганесян
- Художник по костюмам: Шелли Быховская
- Художник-гримёр: Елена Сухова
- Комбинированные съёмки:
  - Оператор: Франц Шах
  - Художник: А. Фридлянд
- Монтажёр: Берта Погребинская
- Дирижёр: Виктор Смирнов
- Директор картины: Г. Яковлев